# Микель, Иоханн фон
Иоханн Франц фон Микель (нем. Johannes Franz von Miquel; 19 февраля 1828, Нойенхаус, Нижняя Саксония — 8 сентября 1901, Франкфурт-на-Майне, Пруссия[…]) — германский политик, юрист, адвокат и финансист; член Национал-либеральной партии Германии.

## Биография
Иоханн Франц фон Микель родился 19 февраля 1828 года в Нойенхаусе в Нижней Саксонии. Изучал право в Гейдельбергском и Гёттингенском университетах.
В 1848—1853 гг. Микель был близок к революционной интеллигенции, хотя не принимал активного участия в революционном движении. В дальнейшем резко порвал старые революционные связи и стал бургомистром Оснабрюка (в 1865—1870 и 1876—1880 гг.), а с 1880 года — Франкфурта-на-Майне.

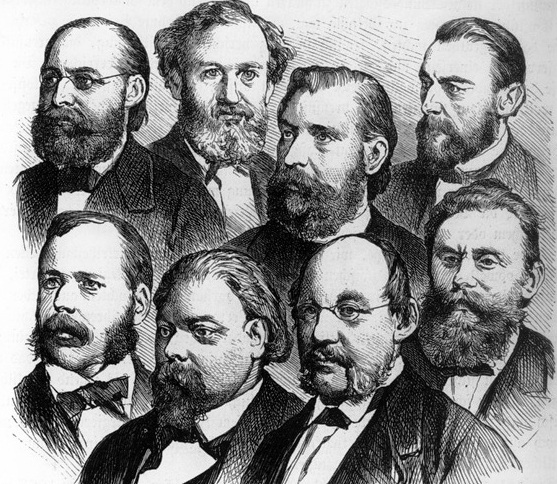
Лидеры НЛП. Верхний ряд: Вильгельм Вехренфеннинг, Эдуард Ласкер, Генрих фон Трейчке, И. фон Микель. Нижний ряд: Франц фон Роггенбах, Карл Браун, Рудольф фон Гнейст и Людвиг Бамбергер

В 1870—1873 гг. он был директором одного их крупнейших банков Германии «Дисконто Гезельшафт» (нем. Disconto-Gesellschaft).
Став одним из руководителей Национал-либеральной партии Германии, Микель был в 1864—1866 гг. депутатом Ганноверской палаты; после присоединения Ганновера к Пруссии (1866) стал депутатом Прусской палаты (1867—1877), затем с 1882 до 1901 — членом Палаты господ. Одновременно он заседал в германском рейхстаге (1867—1877 и 1887—1890), поддерживая политику Отто фон Бисмарка.
В 1890—1901 гг. фон Микель был прусским министром финансов, а с 1897 и вице-президентом прусского совета министров.
Иоханн Франц фон Микель умер 8 сентября 1901 года во Франкфурте-на-Майне и был погребён на кладбище Хауптфридхоф.
Его заслуги перед отечеством были отмечены прусским орденом Чёрного орла и званиями «Почётный доктор Берлинского университета имени Гумбольдта» и «Почётный гражданин Франкфурта-на-Майне».
Его сын Вальтер (1869—1945) тоже стал юристом.